# Dhanu River
Dhanu River är ett vattendrag i Bangladesh. Det ligger i den centrala delen av landet, 100 km nordost om huvudstaden Dhaka.
Runt Dhanu River är det tätbefolkat, med 659 invånare per kvadratkilometer.